# Большой Кет
Большой Кет — река в России, протекает по территории Ильинского района Пермского края. Длина реки составляет 13 км.
Исток реки находится на Верхнекамской возвышенности в 16 км к северо-западу от центра посёлка Ильинский. Река течёт на юг. Впадает в Обвинский залив Камского водохранилища в 29 км от начала залива по левому берегу около села Сретенское. До создания Камского водохранилища река была притоком Обвы. Протекает деревни Рябова, Петковы и ряд нежилых. В нижнем течении течёт по восточной окраине села Сретенское.

## Данные водного реестра
По данным государственного водного реестра России относится к Камскому бассейновому округу, водохозяйственный участок реки — Кама от города Березники до Камского гидроузла, без реки Косьва (от истока до Широковского гидроузла), Чусовая и Сылва, речной подбассейн реки — бассейны притоков Камы до впадения Белой. Речной бассейн реки — Кама.
Код объекта в государственном водном реестре — 10010100912111100009820.